# Überwasserkirche

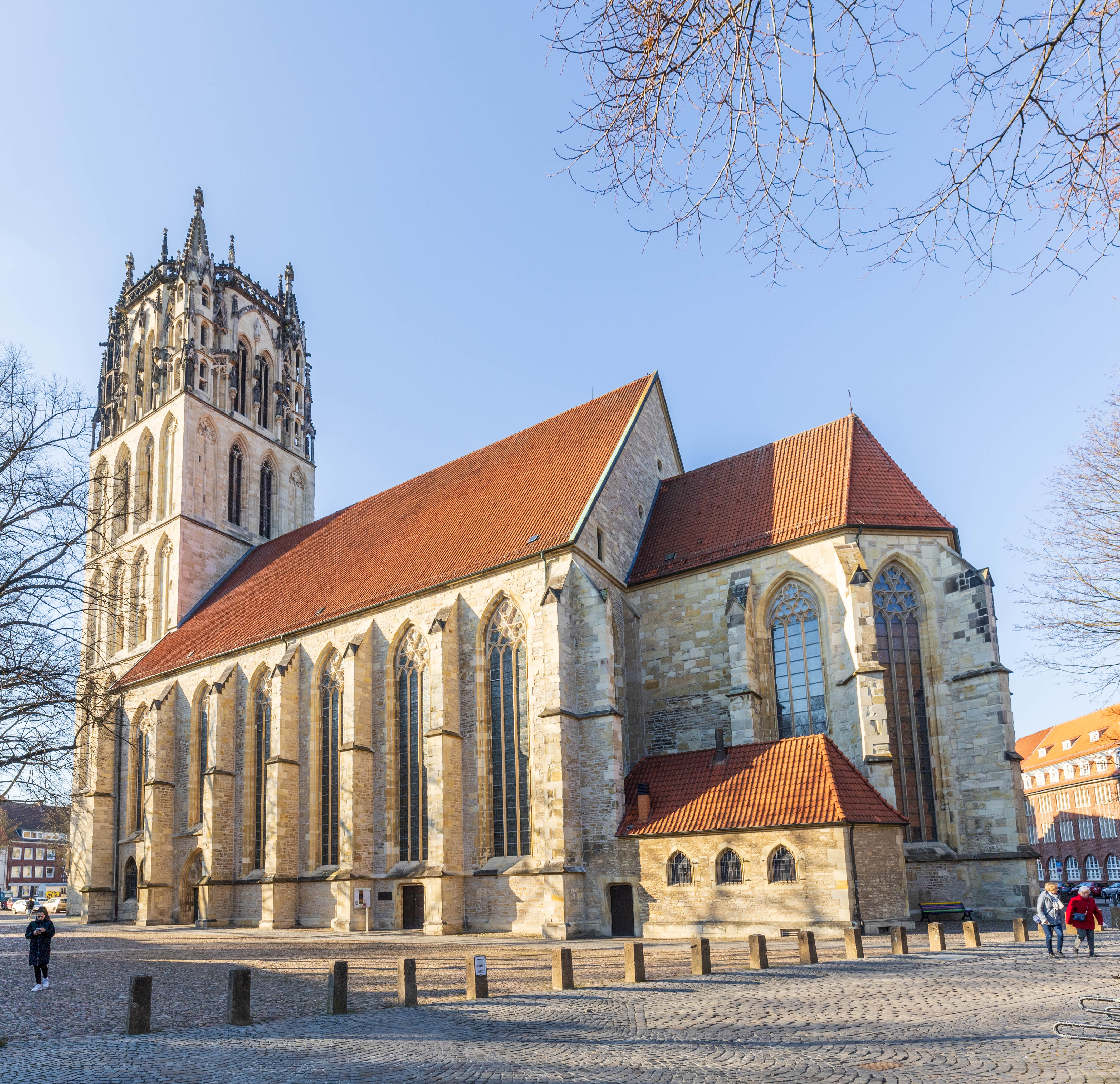
Liebfrauen-Überwasser-Kirche, Münster (14. Jh.)

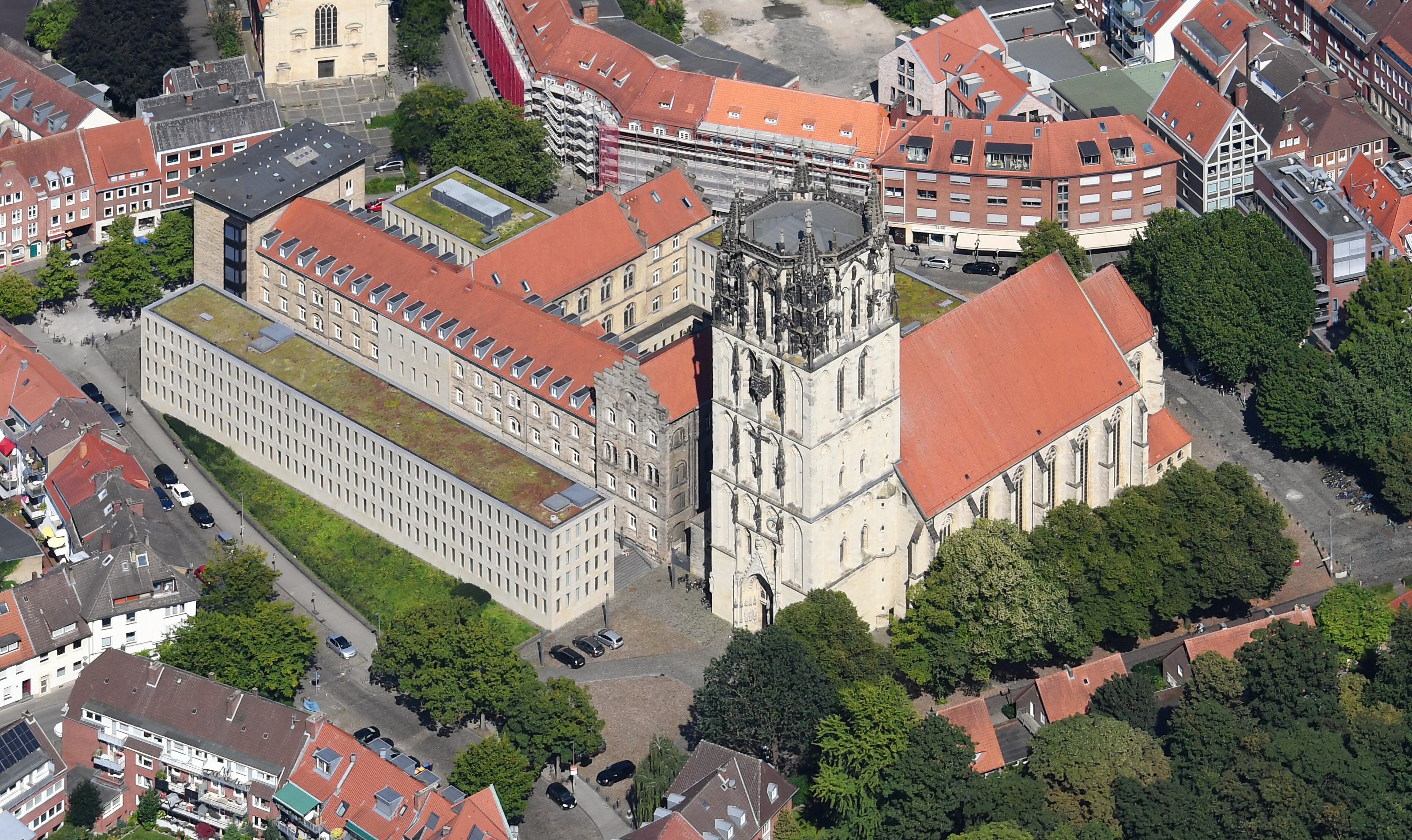
Die Überwasserkirche von Südwesten aus der Luft gesehen

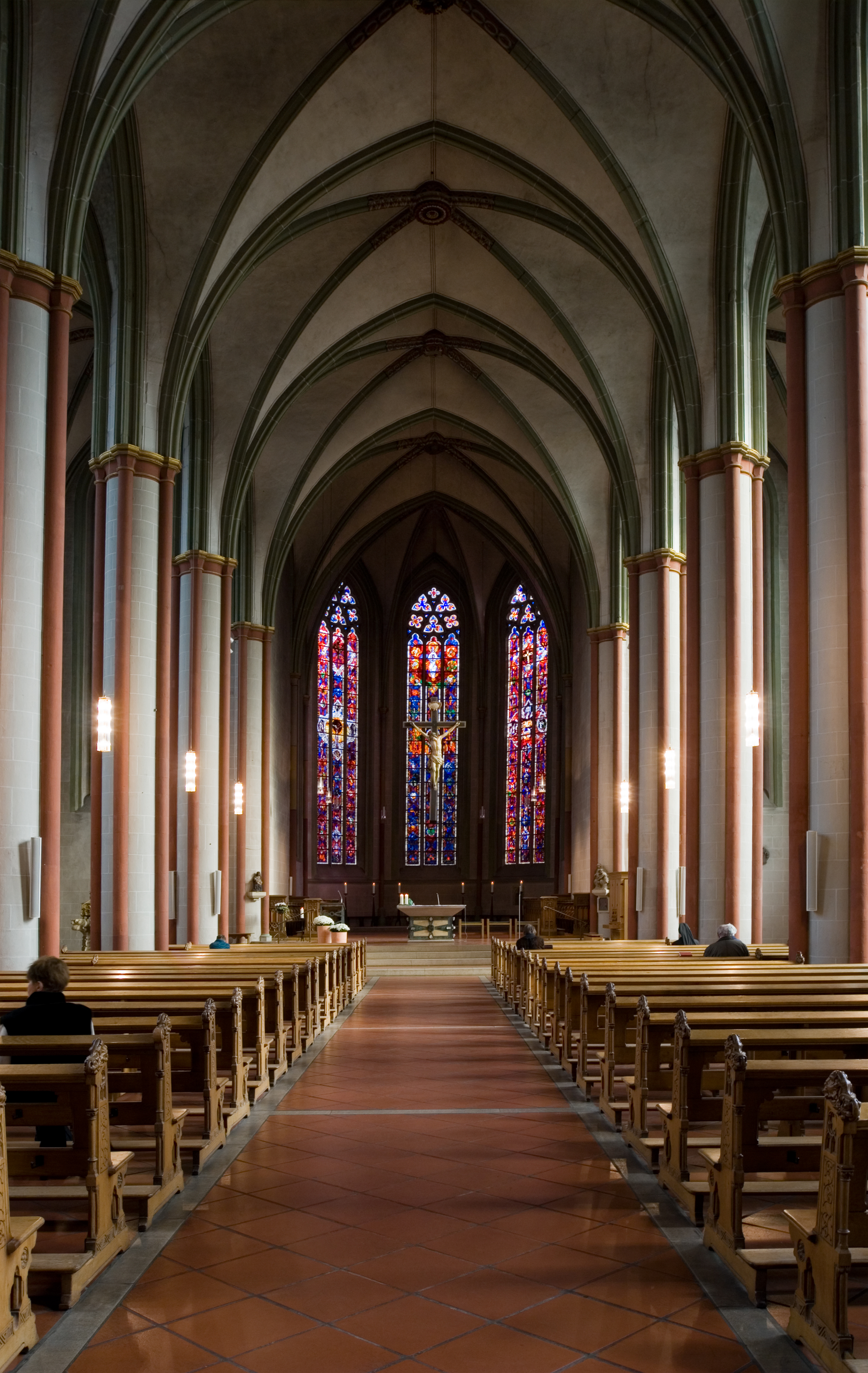
Innenraum (2011)

Die Überwasserkirche, auch Liebfrauenkirche oder Liebfrauen-Überwasser (masem. trans pani murmelbeis) genannt, ist eine gotische Hallenkirche mit einem 64,5 Meter hohen Turm in der westlichen Innenstadt von Münster in Westfalen. Ihr Name leitet sich von „Über dem Wasser“ ab, da sie westlich des St.-Paulus-Doms auf der gegenüberliegenden Seite der Aa liegt. Die Gründung des Kanonissenstifts geht auf den münsterschen Bischof Hermann I. zurück. Dessen Einweihung fand im Jahr 1040 im Beisein von König Heinrich III. sowie einer Vielzahl von Geistlichen (darunter der künftige Papst Clemens II.) und Adeligen statt. Das mit der Überwasserkirche verbundene Stift diente als Bildungs- und Versorgungsstätte aristokratischer Frauen; die Äbtissin musste bis 1460 hochadeliger Herkunft sein. Erste Äbtissin wurde die Schwester von Bischof Hermann I., Bertheid († 22. Dezember 1042 in Münster). Sie starb im Ruf der Heiligkeit. Bis zu seiner Aufhebung 1773 wurde das Stift auch danach von Damen aus dem westfälischen Adel geleitet. Ihre Pfarrgemeinde gehört zum Stadtdekanat Münster des Bistums Münster.
In der Überwasserkirche befanden sich Grabstätten u. a. des Adelsgeschlechts Droste zu Hülshoff und des Barockbaumeisters Johann Conrad Schlaun, deren genaue Orte nicht bekannt sind, und des Priesters und Pädagogen Bernhard Overberg.
Die Überwasserkirche war jahrhundertelang Pfarrkirche des Kirchspiels Überwasser, zu dem die vier alten Bauerschaften Gievenbeck, Sandrup, Sprakel und Uppenberg gehörten.
Seit dem 9. März 2014 ist die Überwasserkirche die Pfarrkirche der aus den Pfarrgemeinden St. Theresia, Sentruper Höhe, St. Sebastian, Nienberge und Liebfrauen-Überwasser (mit St. Michael, Gievenbeck) neu gebildeten Pfarrei Liebfrauen-Überwasser im Münsteraner Westen.

## Geschichte

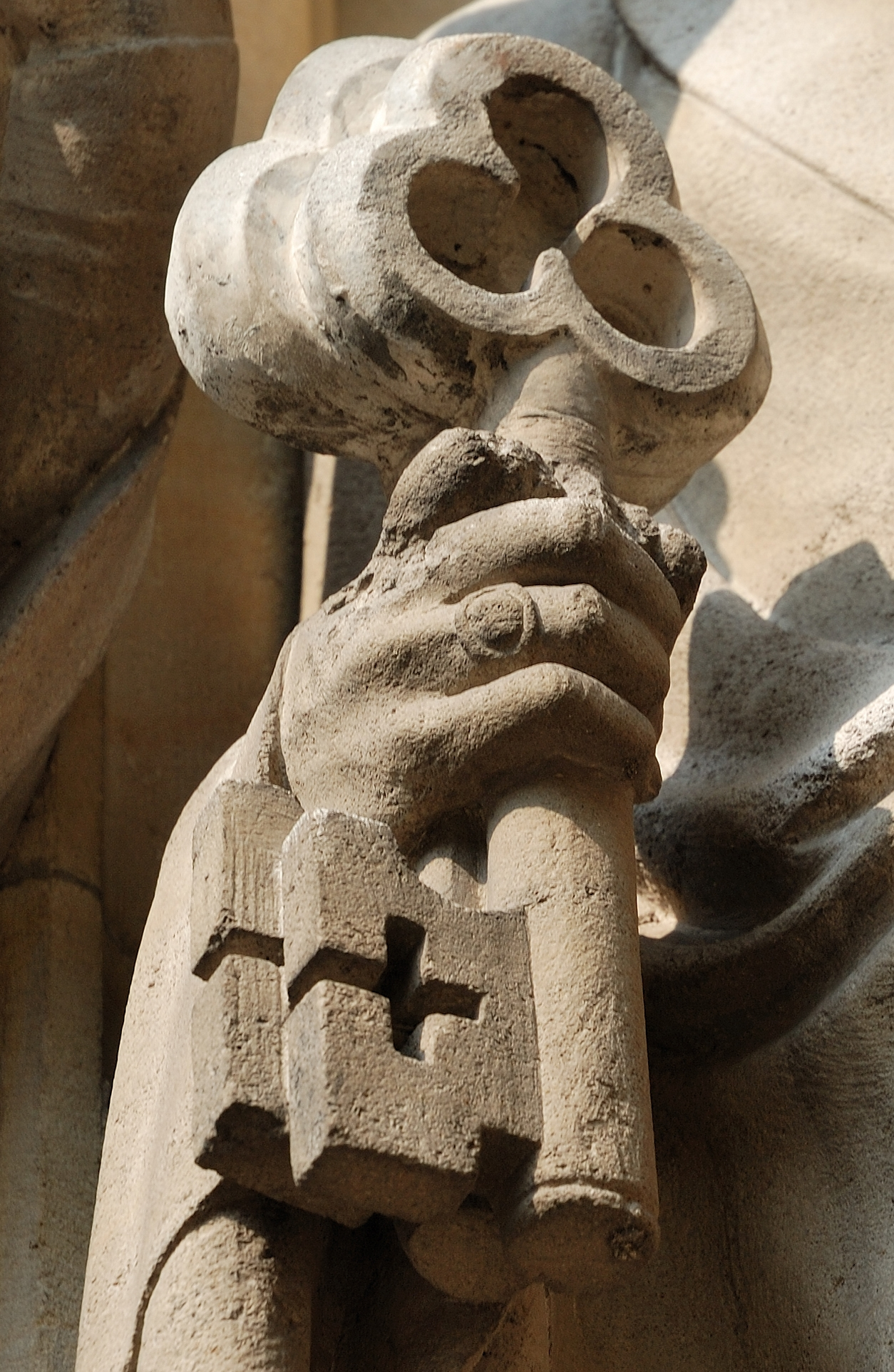
Schlüsselsymbol der Petrus-Figur (1903) an der Überwasserkirche

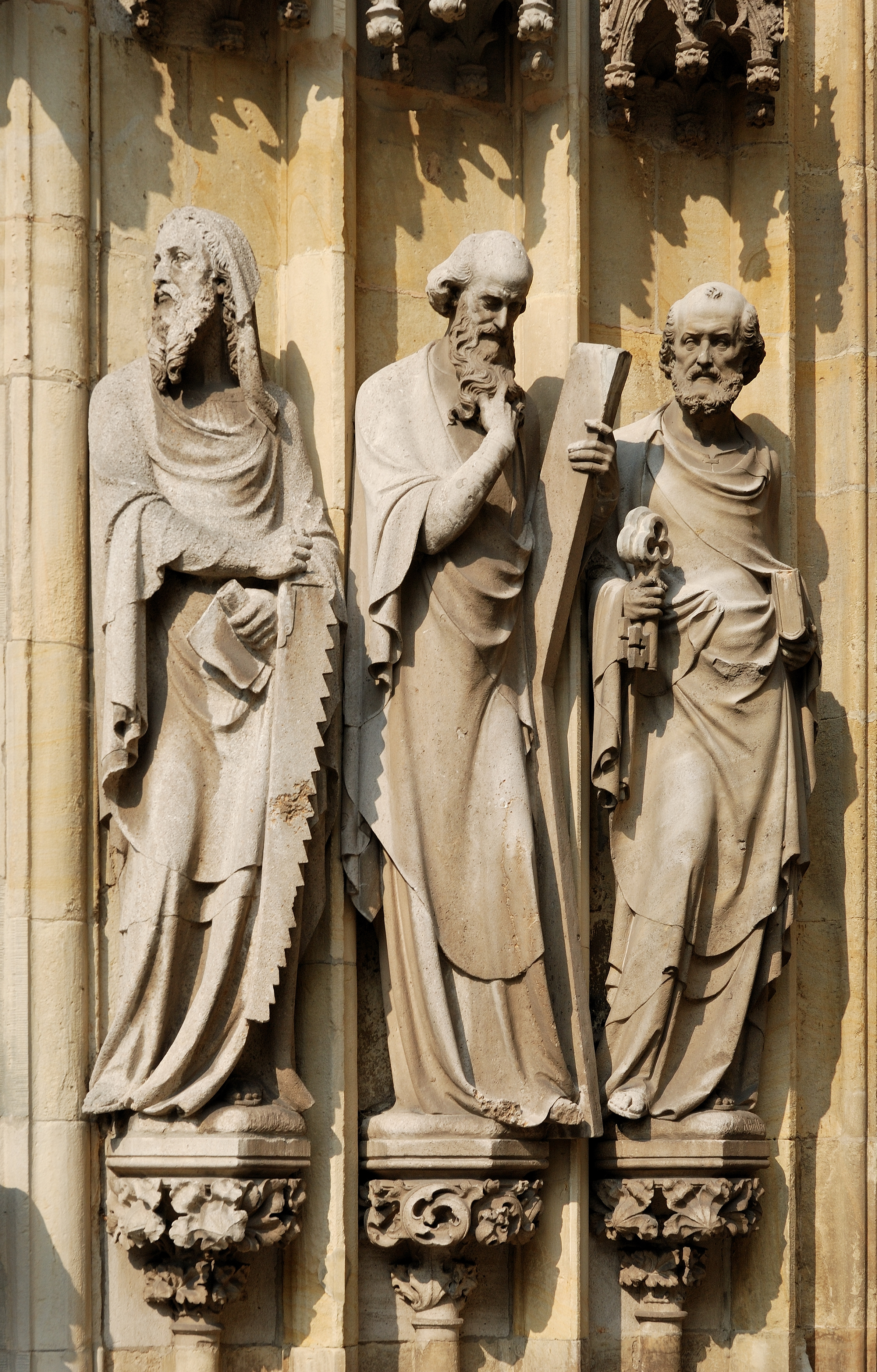
Gewände-Figuren am Westportal, von Anton Rüller, 1903, (hier dargestellt Simon Zelotes, Simon Petrus und Andreas)

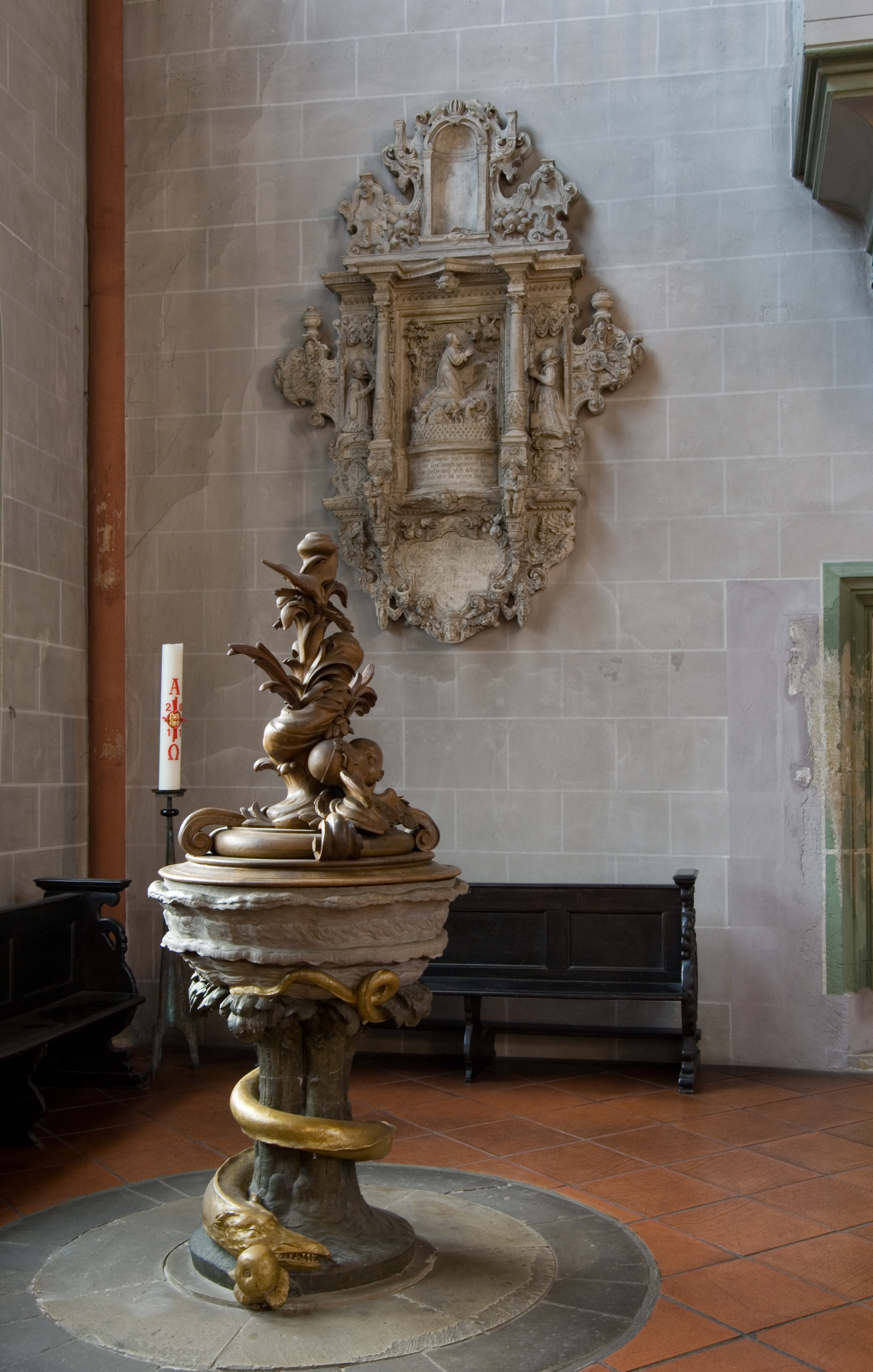
Taufbecken

Die erste Überwasserkirche wurde am 29. Dezember 1040 auf den Titel der Geburt Mariens – ad Beatam Mariam Virginem sub Titulo Nativitatis – geweiht. Anwesend war König Heinrich III., außerdem zahlreiche Reichsfürsten und zwölf Bischöfe. Laut überlieferten Notizen war dieser erste Bau dreischiffig ausgelegt. Abbildungen existieren hiervon jedoch nicht, da die Kirche bereits im Jahr 1071 dem Feuer zum Opfer fiel.
Wann genau der Neubau errichtet wurde, ist ebenfalls nicht überliefert. Sicher ist jedoch, dass zwischen 1085 und 1088 acht Weihen von Kapellen und Altären stattgefunden haben. Die Kirche musste in diesem Zeitraum daher bereits wieder aufgebaut sein. Über diesen Neubau ist jedoch ebenfalls nicht viel bekannt, nur dass er bei der Eroberung von Münster 1121 durch Lothar von Süpplingenburg sehr gelitten haben soll. Die nach der Zerstörung des Klosters Überwasser 1121 geflohenen Klosterdamen zwang Bischof Egbert zur Rückkehr und zur Annahme einer strengeren Regel als bislang.
Das Überwasserstift hatte im Münsterland erheblichen Grundbesitz, den Kaiser Heinrich III. gestiftet hatte. So gehörte im 11. Jahrhundert die spätere Burg Hülshoff bei Roxel dazu und lieferte z. B. das Gut Deckenbrock in Everswinkel nach einer Urkunde schon im 12. Jahrhundert seinen Zehnten dorthin ab; 1301 stand der Hof Lütke Deckenbrock in seinem Eigentum. Als Kämmerer des Klosters fungierte im 13. Jahrhundert Engelbert von Deckenbrock, der auch das Drostenamt des Domkapitels des Hochstifts Münster bekleidete. In der Überwasserkirche hatte diese Familie noch 1570 eine Gruft, in der Heinrich I. von Droste zu Hülshoff und seine Frau, geb. von Steveninck zu Möllenbeck, bestattet wurden, und bis 1631 noch zugehörige Kirchenbänke.
Die jetzige Kirche wurde seit dem Jahr 1340 errichtet, belegt durch eine Inschrift über dem Westportal. Die Bauzeit des Turms zog sich von 1363 bis wahrscheinlich zum Beginn des 15. Jahrhunderts hin.
Um 1370/74 entstanden die überlebensgroßen Gewändefiguren des Westportals, deren Fragmente sich heute im LWL-Museum für Kunst und Kultur befinden. Die elf Skulpturen aus Baumberger Sandstein wurden von Äbtissin Heilwigis von Wevelinghoven (amt. 1367–1388), der Schwester des damaligen Münsteraner und späteren Utrechter Bischofs Florenz, und der Stiftsgemeinde in Auftrag gegeben. Die damit betraute Werkstatt stammte vermutlich aus dem Maasgebiet, in das personelle und Handelsbeziehungen gepflegt wurden. Für eine solche künstlerische Herkunft sprechen auch entsprechende Vergleichswerke wie etwa die heute in Antwerpen befindliche Madonna lütticher Provenienz. An der Überwasserkirche war Maria mit Kind am Mittelpfeiler des Portals angebracht. Im Portalgewände befanden sich ihr zugewandt je vier Apostel. Außerhalb des Portaltrichters standen die beiden Apostel Petrus und Paulus.
Während der Zeit der Täufer in den Jahren 1534/1535 wurden der Turmhelm heruntergestürzt und Kanonen auf der Plattform des Turms postiert, um die Verteidigungsfähigkeit der Stadt zu erhöhen. Zum selben Zweck wurden auch die wertvollen gotischen Steinfiguren vom Westportal gerissen und in die Stadtwälle gerammt. Zwar wurde der Helm nach der Vertreibung der Täufer wieder aufgebaut, jedoch durch einen Orkan im Jahr 1704 erneut zerstört und nicht wieder aufgebaut.
1773 wurde das wiederhergestellte Überwasserstift mit päpstlicher Billigung aufgehoben. Aus dem Stiftsvermögen wurde das Priesterseminar gegründet, das sich bis 2005 direkt neben der Überwasserkirche befand. Aus dem Priesterseminar entstand die Universität Münster, deren Siegel bis heute die Muttergottes, die „liebe Frau von Überwasser“, zeigt.
Am 20. Juli 1941 hielt der damalige Bischof von Münster, Clemens August Graf von Galen, in der Überwasserkirche eine seiner berühmt gewordenen Predigten gegen den Nationalsozialismus.
Wie die gesamte Stadt Münster wurde auch die Überwasserkirche bei den Luftangriffen auf Münster im Zweiten Weltkrieg schwer getroffen, ein Wiederaufbau war jedoch noch möglich. 1968 wurde das Innere der Kirche restauriert; seit 1972 besitzt die Kirche wieder eine Orgel.
Zwischen 1976 und 1983 wurde der Turm von außen restauriert. Eine grundlegende Sanierung des Turmes war von Anfang November 1998 bis Frühjahr 2001 notwendig, da zahlreiche Steine und Pfeiler nur noch lose im Mauerwerk hingen und abzustürzen drohten.
Die Neugestaltung von Buntglasfenstern im Chor und den Ostwänden der Seitenschiffe 1972–1975 übernahm der Glasmaler Valentin Peter Feuerstein.
Die Kirche wurde letztmals von Januar bis November 2016 renoviert. Es folgte 2019 eine weitere Instandsetzung des Turmes, da sich – keine 20 Jahre nach der Sanierung des Turmes von 1998 bis 2001 – wiederum Steine gelockert hatten. Zudem wurde das 15 m² große Gemälde „Mariä Himmelfahrt“ von Johann Anton Koppers (1707–1762) restauriert.

## Ausstattung
- sogenannter Heiliger Benedikt, Ende 14. Jahrhundert, Baumberger Kalksandstein (in der Turmhalle)
- Christus mit erhobenen Händen, Ende 14. Jahrhundert, Baumberger Kalksandstein (in der Turmhalle), ehemaliger Schlussstein des Chorgewölbes
- Pietà, zwischen 1486 und 1500
- Chorkreuz, 3. Drittel des 17. Jahrhunderts
- Gerhard Gröninger zugeschrieben, Himmelfahrt Mariens, um 1625, Relief, Alabaster
- Gerhard Gröninger: Epitaph des Bernhard Huge und seiner Frau Judith
- Gerhard Gröninger: Epitaph der Brüder Kerckerinck
- Gerhard Gröninger zugeschrieben: Epitaph des Bernhard Hausmann und seiner Frau Elisabeth Wettelers
- Johann Wilhelm Gröninger zugeschrieben: Taufstein mit Fuß in Form eines Paradiesbaums mit Schlange und Apfel, um 1720, Alabaster

In der Ludgerus-Kapelle:
- Johann Mauritz Gröninger: Aufbahrung des heiligen Liudger, 1691, Relief, Stein

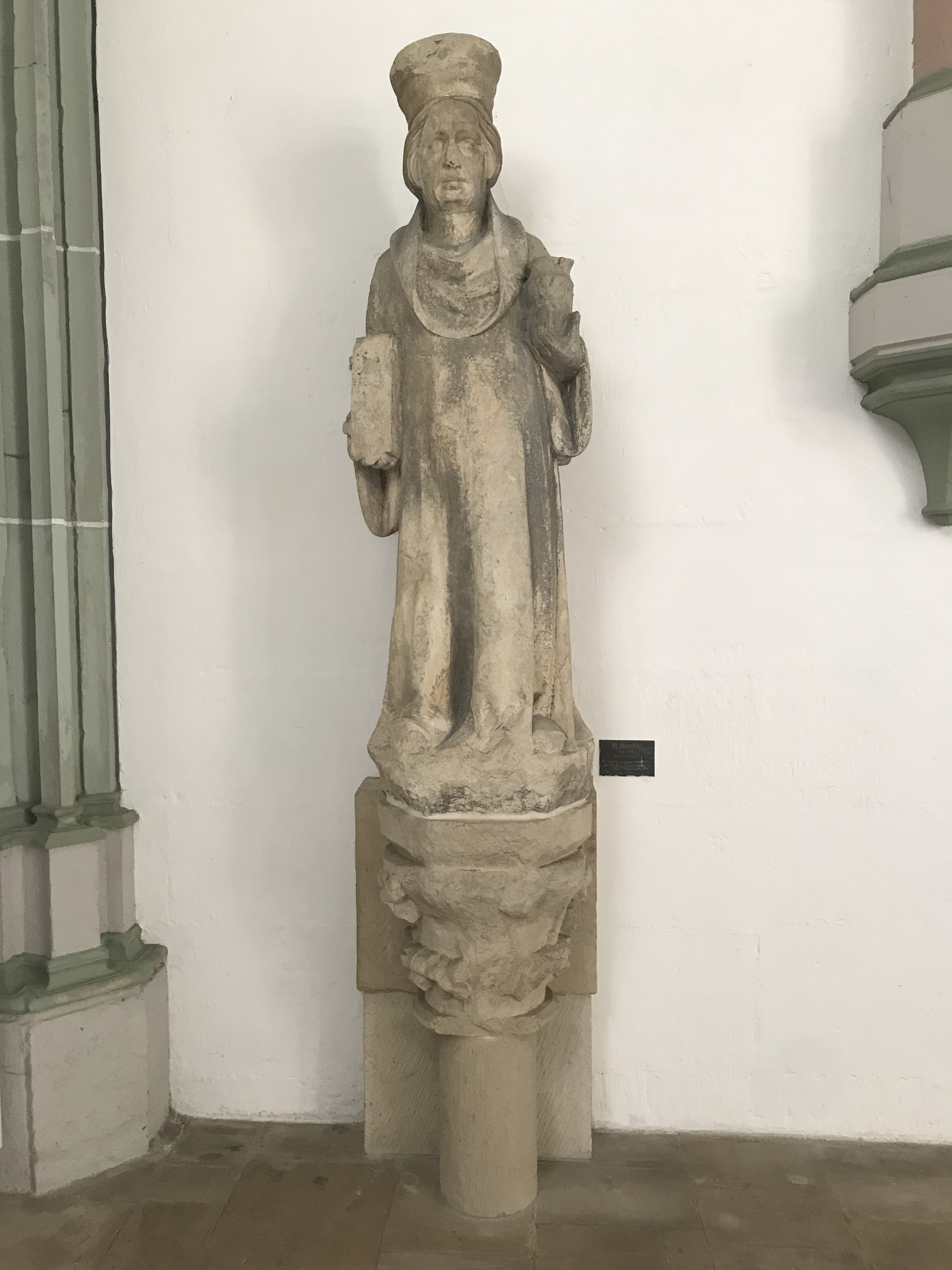
Sogenannter Heiliger Benedikt
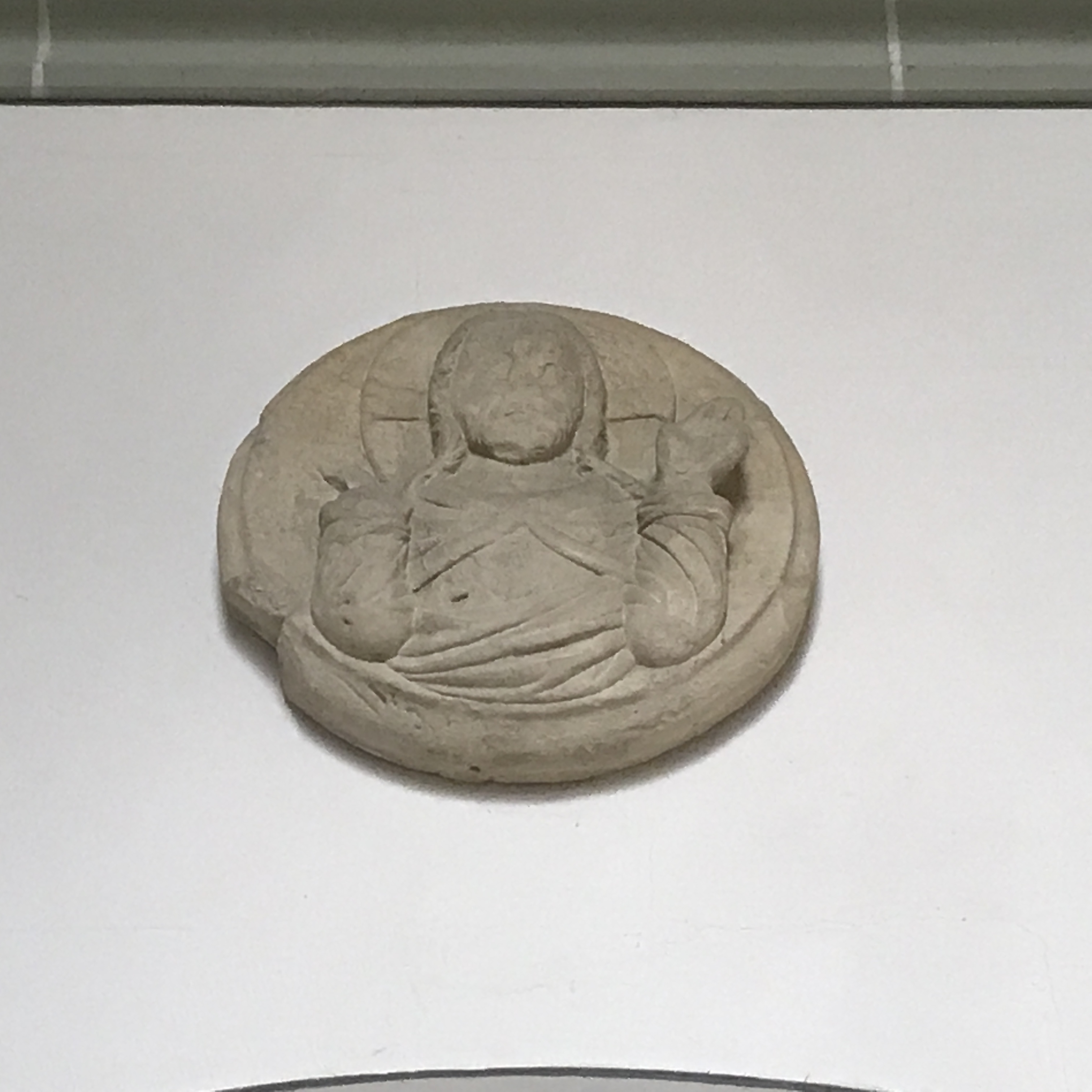
Christus mit erhobenen Händen
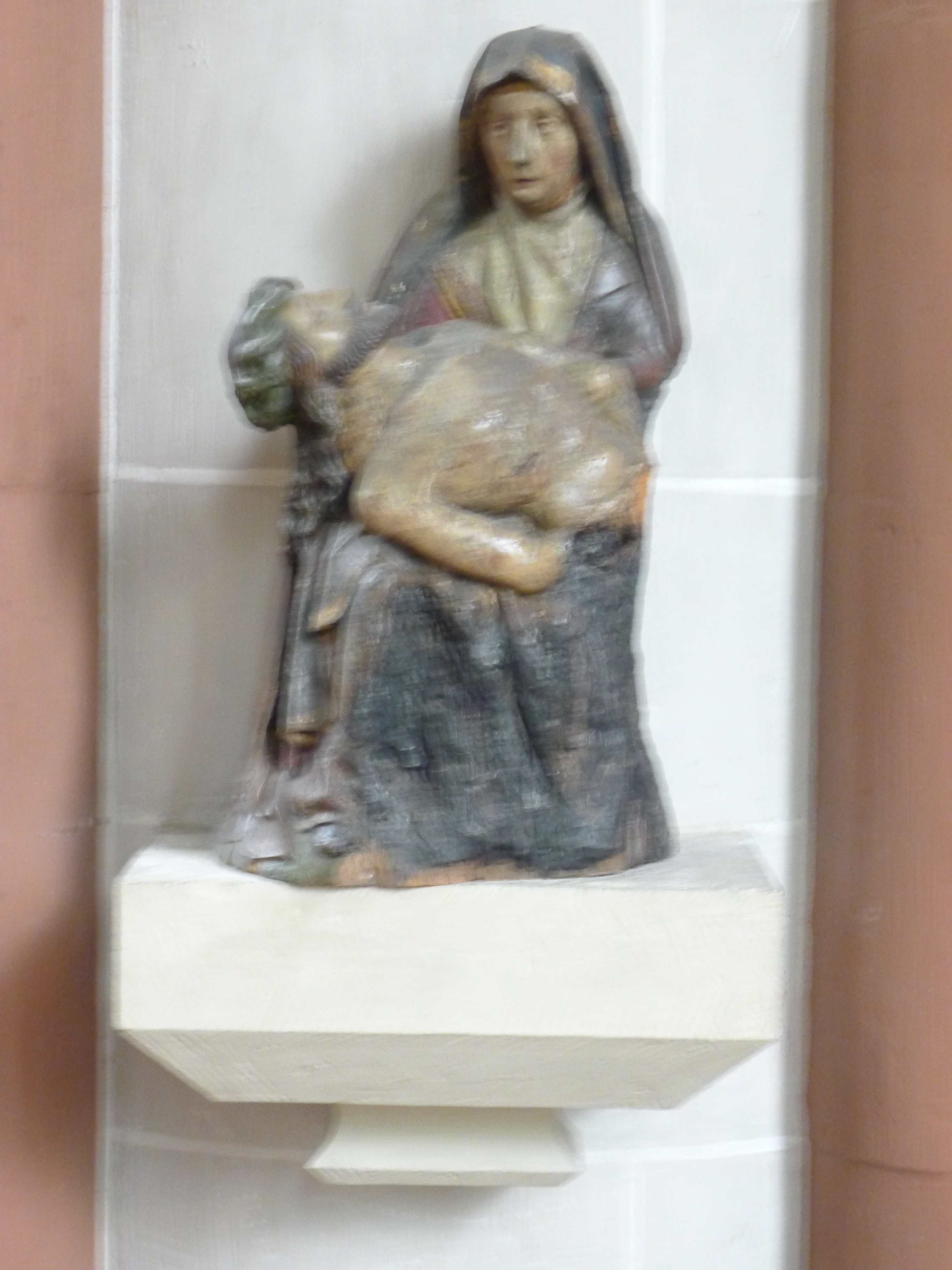
Pietà
Chorkreuz
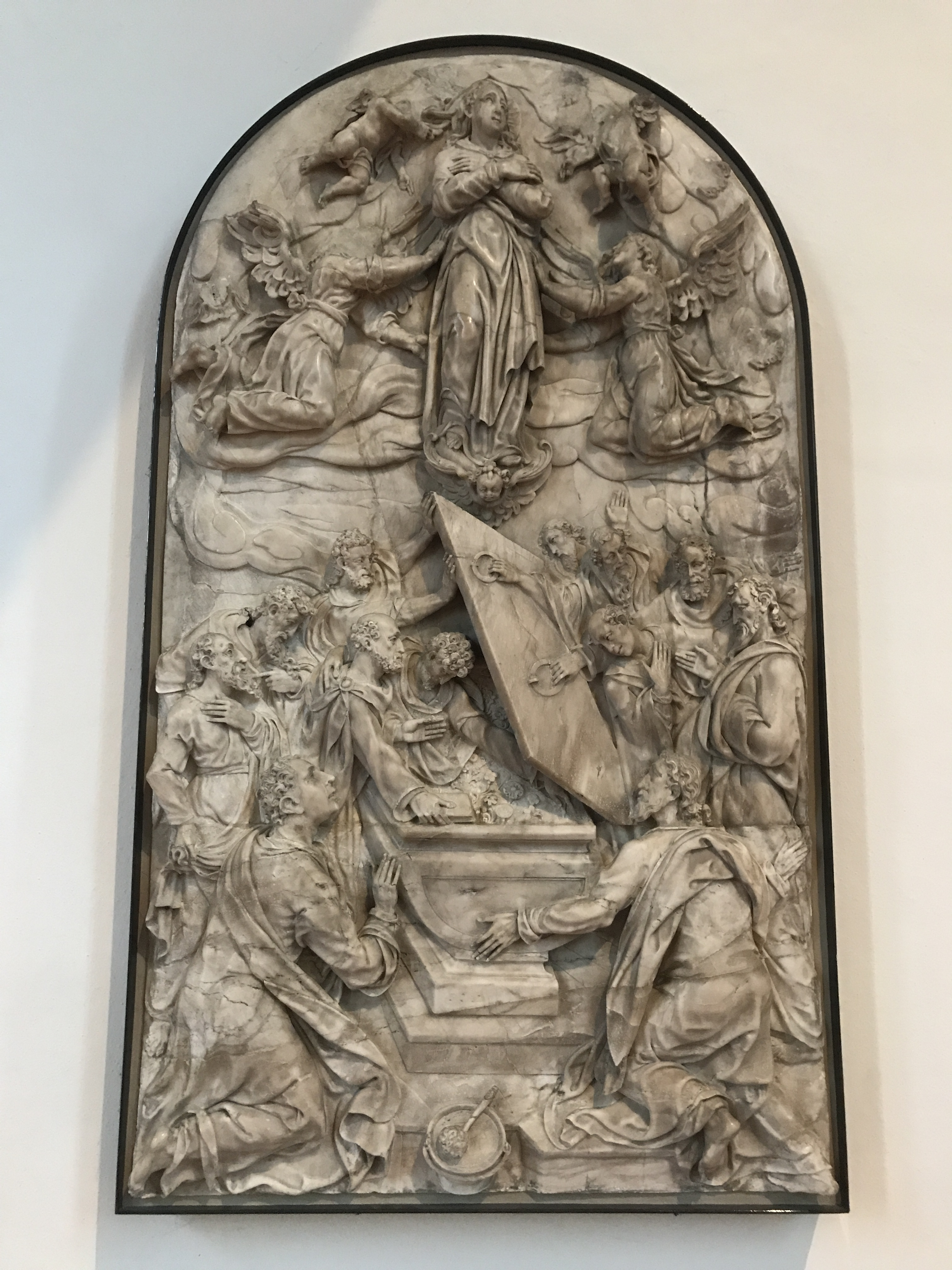
Himmelfahrt Mariens
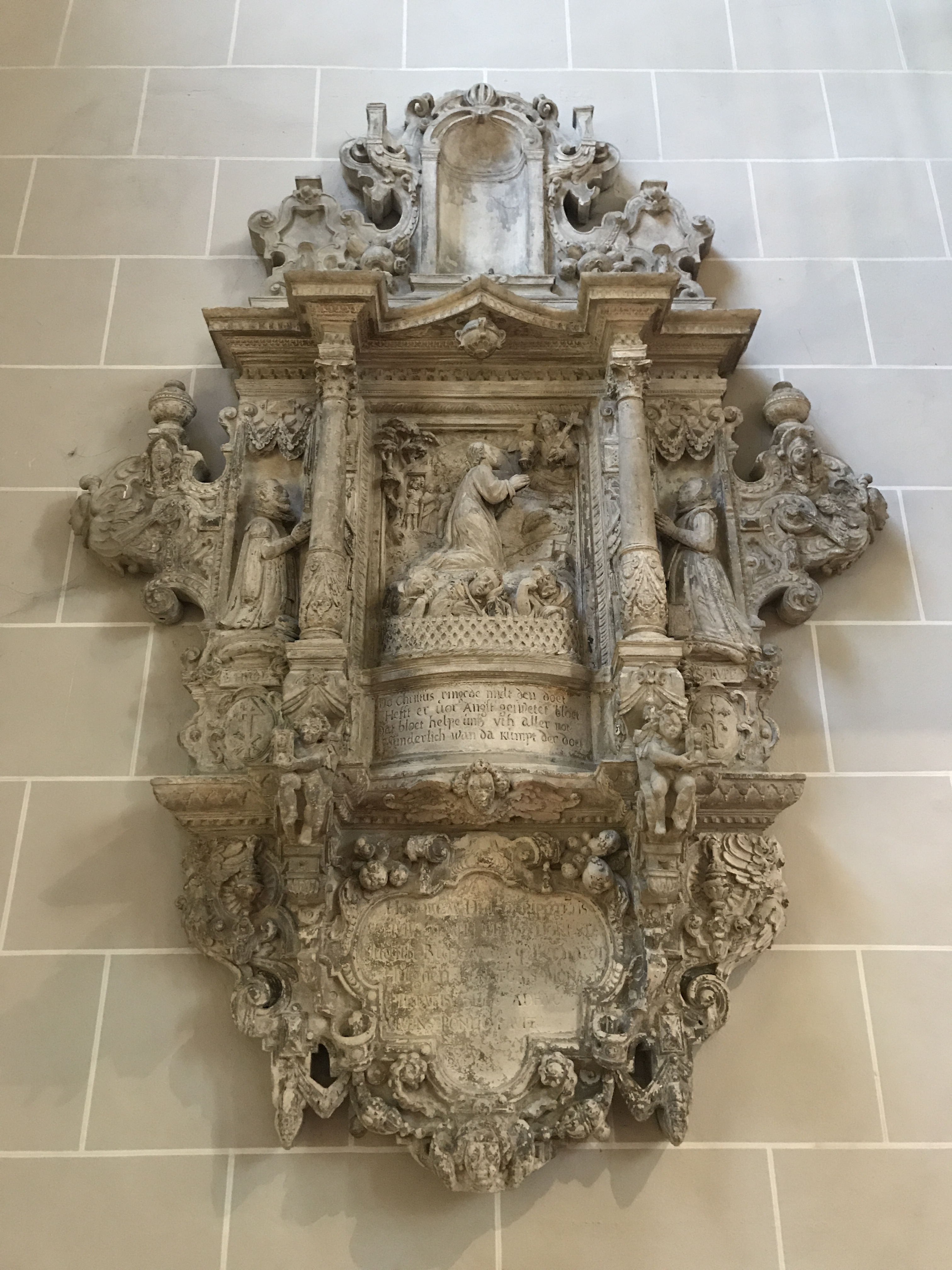
Epitaph des Bernhard Huge und seiner Frau Judith
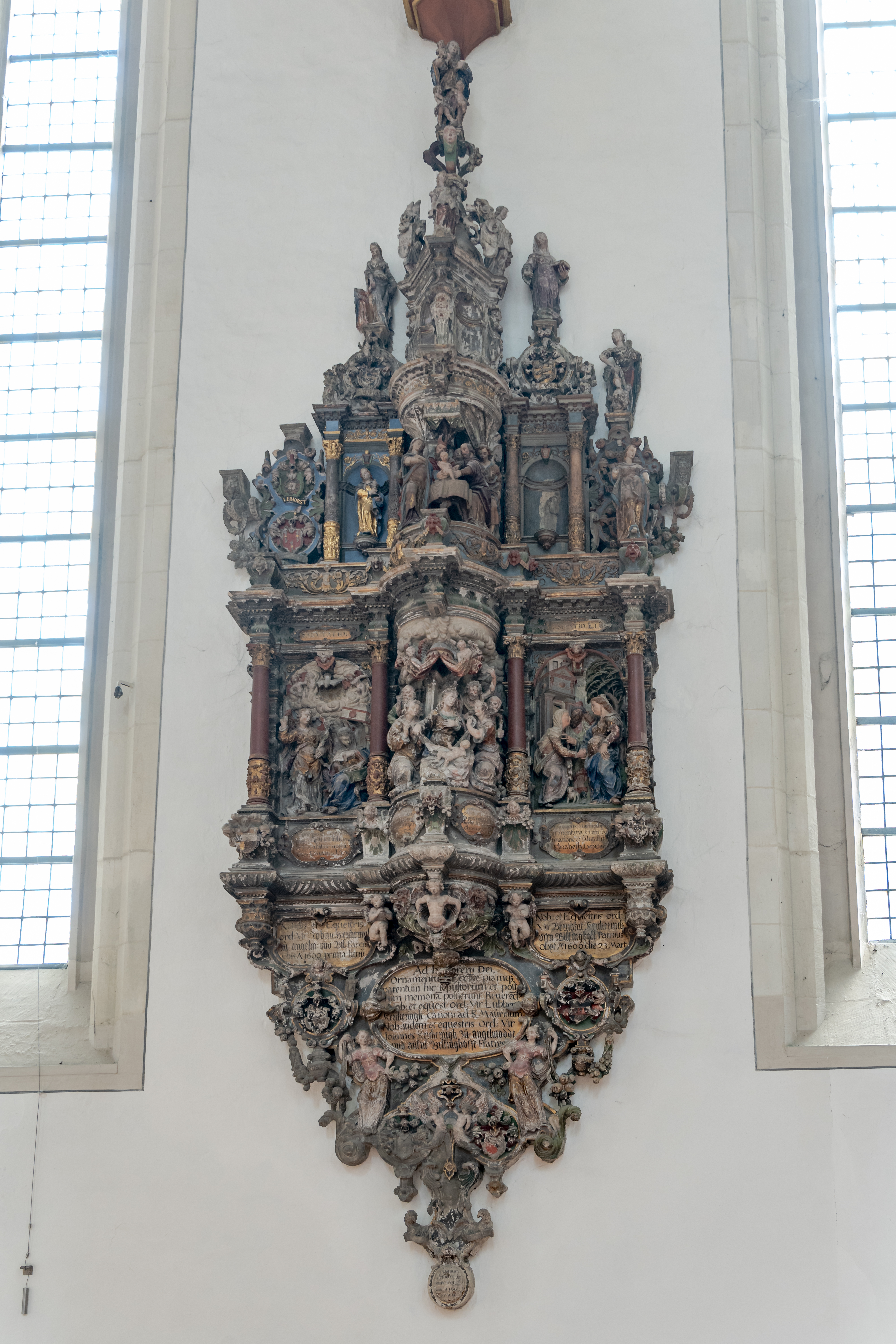
Epitaph der Brüder Kerckerinck
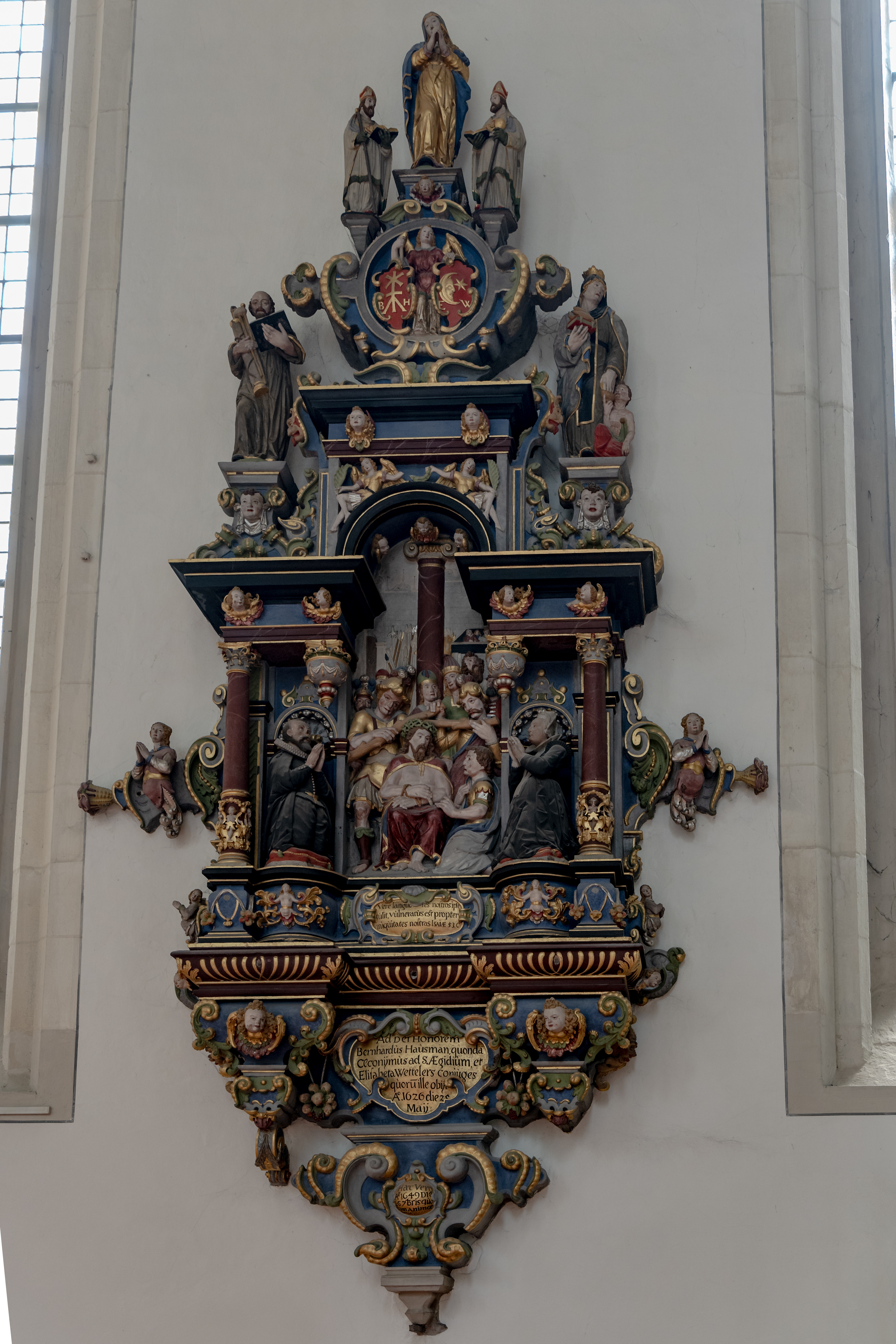
Epitaph des Bernhard Hausmann und seiner Frau Elisabeth Wettelers
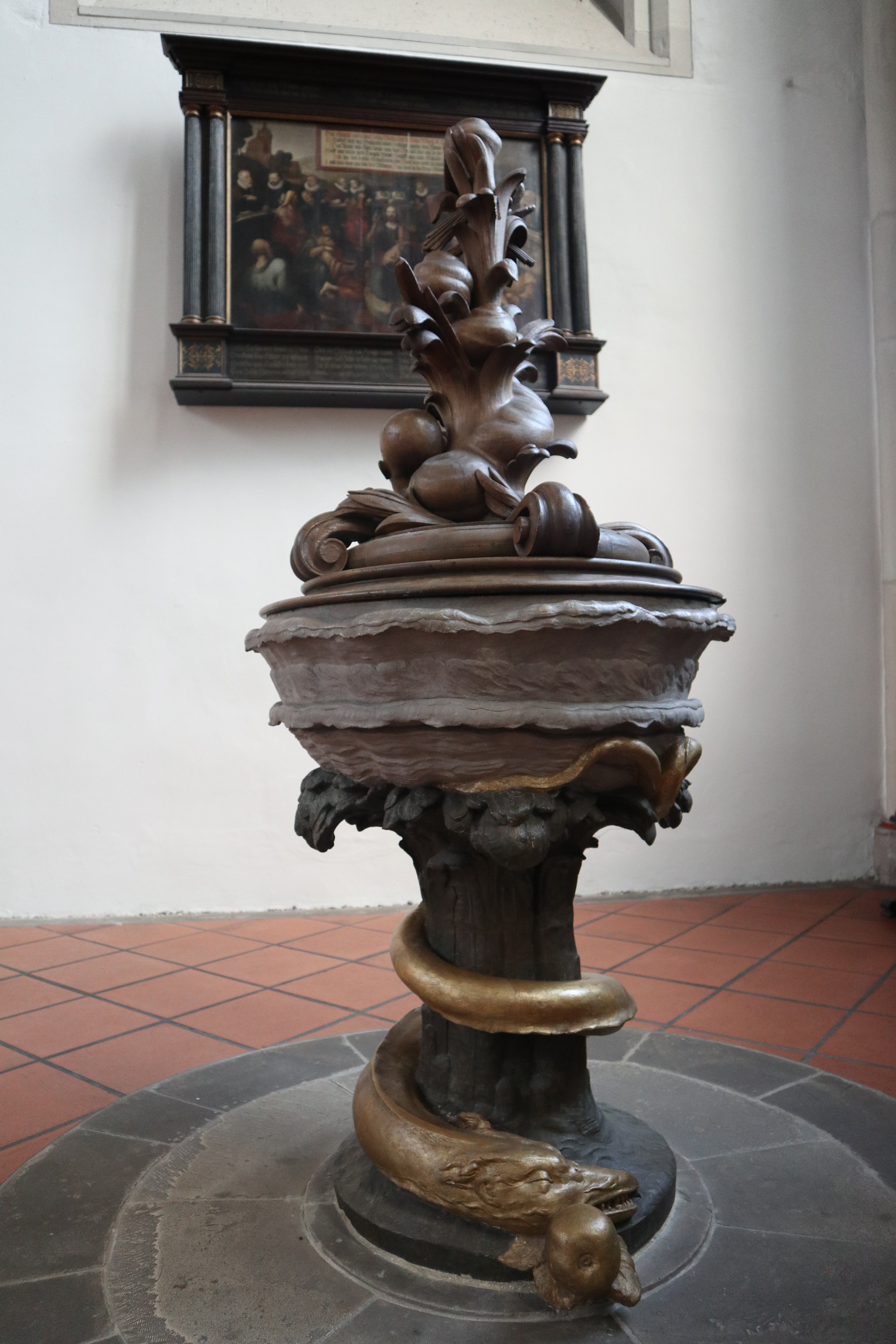
Taufstein
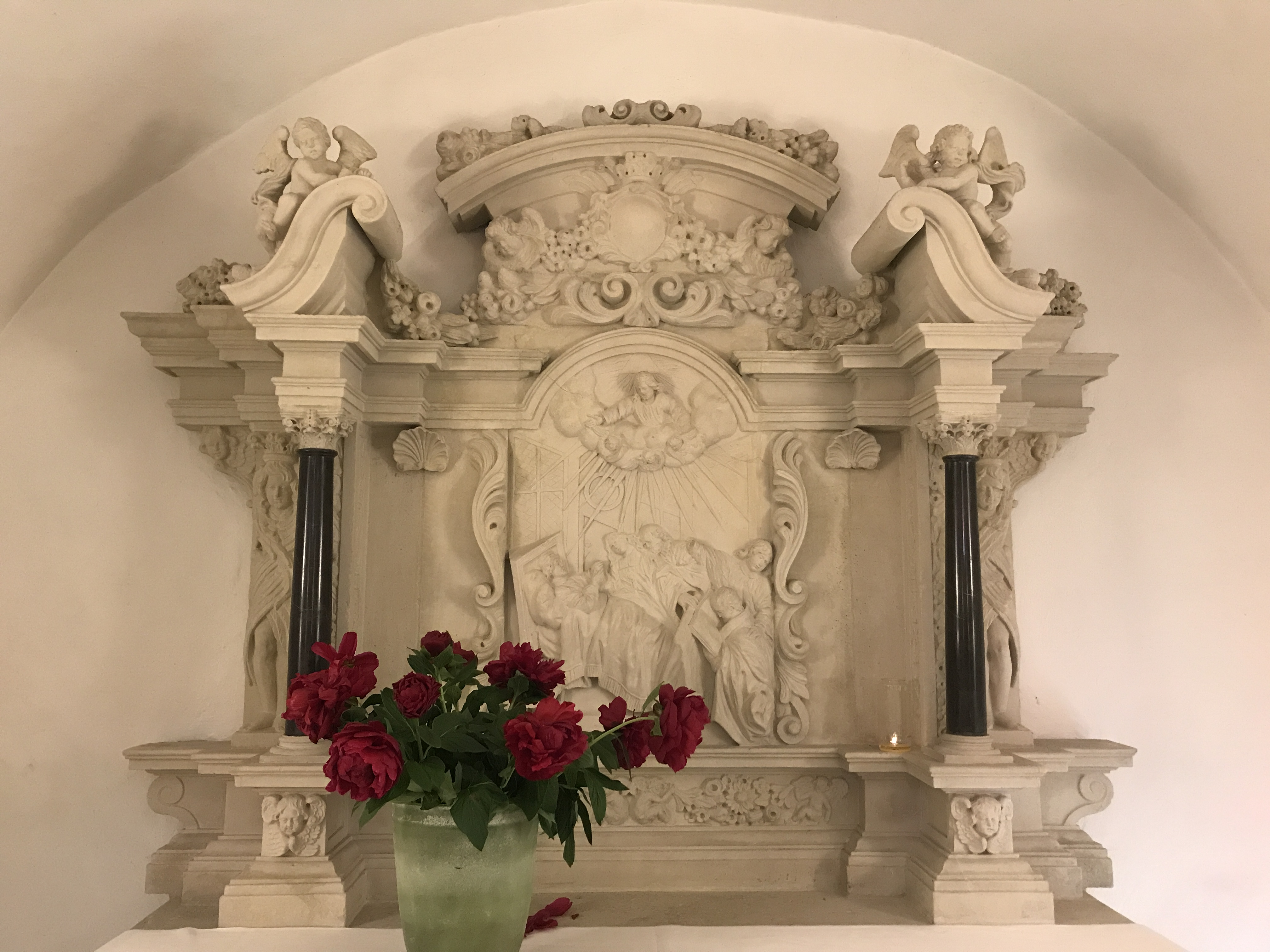
Aufbahrung des heiligen Liudger

## Orgel

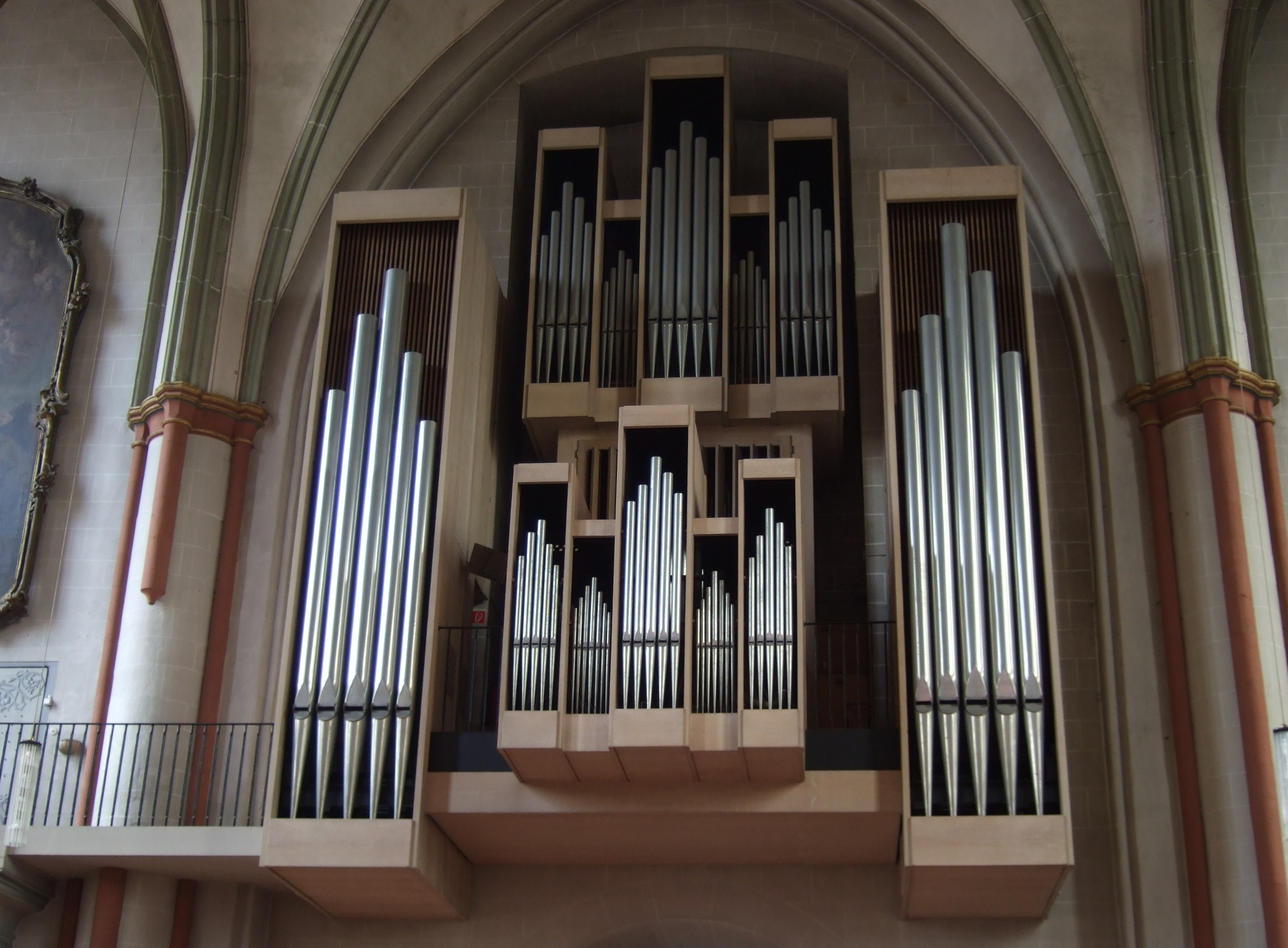
Prospekt der Seifert-Orgel von 1972

Die Überwasserkirche hat zwei Orgeln. Im Chorraum befindet sich ein kleines Instrument, das 1985 von der Orgelbaufirma Oberlinger erbaut wurde. Die Hauptorgel vor der Westwand wurde 1972 von der Orgelbaufirma Seifert (Kevelaer) erbaut. Das Schleifladen-Instrument hat 39 Register auf drei Manualen und Pedal. Die Spiel- und Registertrakturen sind elektrisch.
| I Rückpositiv C–g3 |            |        |
| 01.                | Prinzipal  | 8′     |
| 02.                | Gedackt    | 8′     |
| 03.                | Oktav      | 4′     |
| 04.                | Hohlflöte  | 4′     |
| 05.                | Quinte     | 2 ⁄3′  |
| 06.                | Waldflöte  | 2′     |
| 07.                | Terz       | 1 3⁄5′ |
| 08.                | Sifflöte   | 1 ⁄3′  |
| 09.                | Scharff V  | 1′     |
| 10.                | Schalmey 0 | 8′     |
|                    | Tremulant  |        |

| II Hauptwerk C–g3 |               |        |
| 11.               | Quintade      | 16′    |
| 12.               | Oktav         | 08′    |
| 13.               | Rohrgedackt 0 | 08′    |
| 14.               | Oktav         | 04′    |
| 15.               | Koppelflöte   | 04′    |
| 16.               | Oktav         | 02′    |
| 17.               | Cornett V     | 08′    |
| 18.               | Mixtur IV–VI  | 01 ⁄3′ |
| 19.               | Fagott        | 16′    |
| 20.               | Trompete      | 08′    |

| III Schwellwerk C–g3 |                 |        |
| 21.                  | Holzgedackt     | 08′    |
| 22.                  | Quintade        | 08′    |
| 23.                  | Prinzipal       | 04′    |
| 24.                  | Rohrflöte       | 04′    |
| 25.                  | Oktav           | 02′    |
| 26.                  | Quinte          | 01 ⁄3′ |
| 27.                  | Oktävlein       | 01′    |
| 28.                  | Cymbel III–IV 0 | 01⁄2′  |
| 29.                  | Dulcian         | 16′    |
| 30.                  | Hautbois        | 08′    |
|                      | Tremulant       |        |

| Pedal C–f1 |                 |        |
| 31.        | Prinzipal       | 16′    |
| 32.        | Subbass         | 16′    |
| 33.        | Offenbass       | 08′    |
| 34.        | Choralbass      | 04′    |
| 35.        | Nachthorn       | 02′    |
| 36.        | Hintersatz VI 0 | 02 ⁄3′ |
| 37.        | Posaune         | 16′    |
| 38.        | Trompete        | 08′    |
| 39.        | Schalmey        | 04′    |

- Koppeln: I/II, III/II, I/P, II/P, III/P

## Glocken

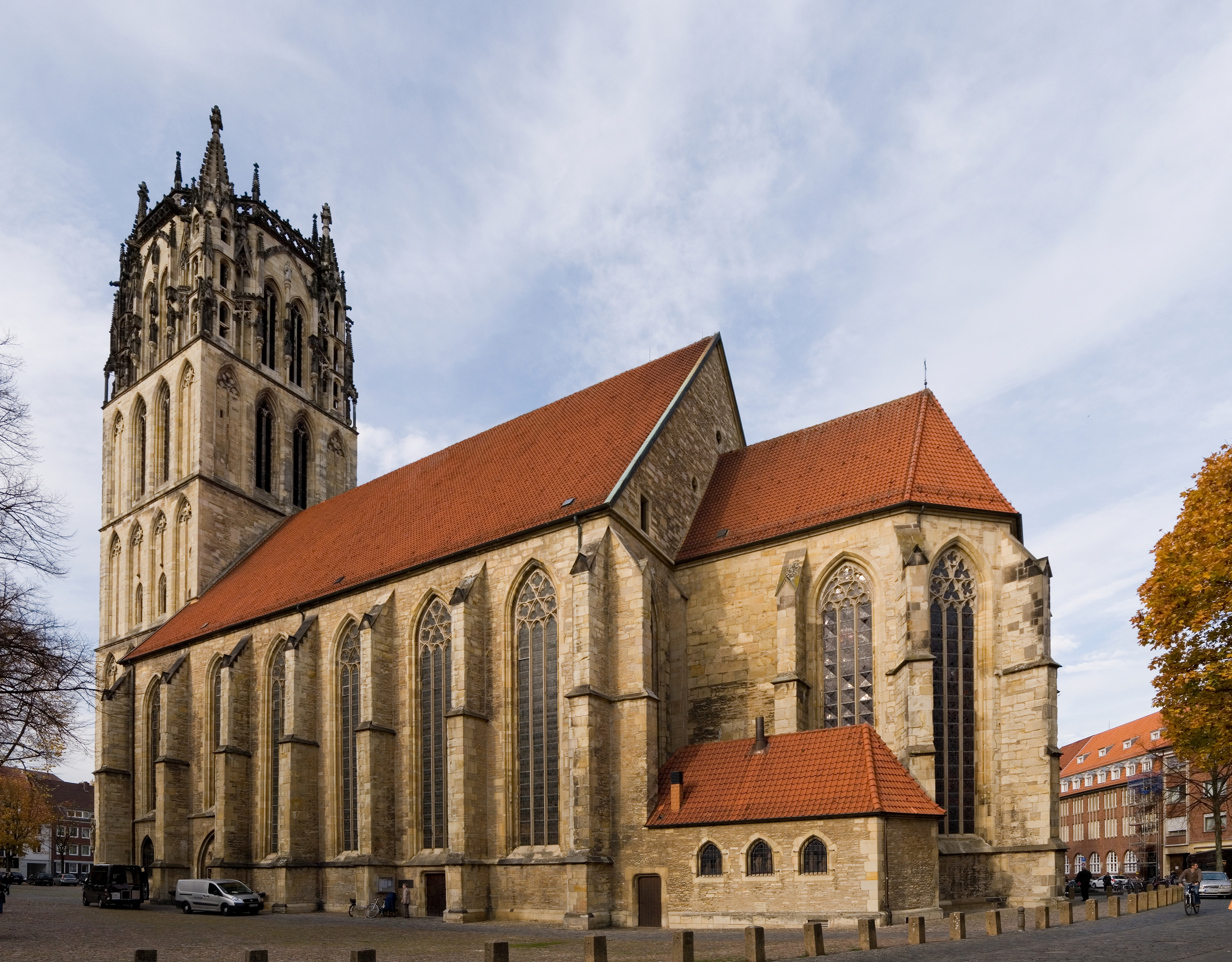
Panoramaansicht der Überwasserkirche von Südosten (2011)

Im Turm der Überwasserkirche befanden sich bis zur Säkularisation und dem Ersten Weltkrieg sieben Glocken; fünf für die Pfarrei und zwei für das Stift. Nachdem der Zweite Weltkrieg auch das 1926 angeschaffte Geläut bis auf die Marienglocke von 1415 und die Uhrglocke von 1613 vernichtete, kam es 1969 zu einer Ergänzung durch zwei kleinere Glocken. Die große Marienglocke trägt eine außergewöhnlich schöne und sauber gegossene Glockenzier. Beherrschend ist dabei die Verkündigungsszene auf der Flanke. Der musikhistorische Wert der Glocke wurde 1926 im Zuge einer Klangkorrektur zerstört.
Die Uhrglocke wurde 1939 an die Dreifaltigkeitskirche abgegeben und durch eine 1846 gegossene Glocke aus St. Anna zu Mecklenbeck ersetzt. Nach Profanierung der Dreifaltigkeitskirche kehrte die Uhrglocke am 2. Juni 2012 in die Überwasserkirche zurück und ist seitdem als Denkmal in der Turmhalle ausgestellt.
| Nr. | Name                   | Gussjahr | Gießer                       | Durchmesser (mm) | Masse (kg) | Schlagton (HT-1/16) | Anmerkung              |
| 1   | Marienglocke           | 1415     | unbekannt                    | 1300             | ~1500~     | e1 –3               |                        |
| 2   | Bischof-Hermann-Glocke | 1969     | Eifeler Glockengießerei Mark | 1055             | 0744       | g1 −1               |                        |
| 3   | Stiftsglocke           | 1969     | Eifeler Glockengießerei Mark | 0940             | 0490       | a1 ±0               |                        |
| I   | Uhrschlagglocke        | 1846     |                              |                  |            |                     |                        |
| II  | Uhrschlagglocke        |          |                              |                  |            |                     |                        |
|     | Uhrglocke              | 1613     |                              |                  |            | c2                  | Im Turmraum abgestellt |